# Журдан, Эрик
Эрик Журдан (фр. Eric Jourdan, также известен как Жан Эрик Грин; 29 мая 1930, XV округ Парижа — 7 февраля 2015, XIV округ Парижа) — французский писатель. Приёмный сын классика французской литературы Жюльена Грина.

## Биография и творчество
Был исключён из десяти учебных заведений за непослушание и аморальное поведение.
В возрасте 17 лет написал роман «Порочные ангелы» (фр. «Les Mauvais Anges»). Книга о садомазохистской любви двоюродных братьев Жерара и Пьера занимает уникальное место в истории французской литературы, поскольку цензурный запрет на неё продержался 30 лет — дольше, чем на какое-либо художественное произведение в XX веке. Впервые роман был запрещён сразу после его выхода, в 1955 году, затем, повторно, в 1974 году. 17-летнего Журдана намеревались привлечь к суду за «оскорбление общественной морали», однако его спасло заступничество сотрудника ООН Поля Бонкура и адвоката Пьера Декава, ранее защищавшего интересы другого писателя, ставшего жертвой цензурных гонений — Жана Жене. Цензурный запрет был снят лишь в 1985 году, и с тех пор «Порочные ангелы» многократно переиздавались.
Второй роман Журдана «Погром» был опубликован в 1958 году в значительно сокращённом виде. Полная версия, несколько десятилетий ходившая по рукам в перепечатках, впервые вышла без цензурных купюр лишь в 2005 году.
Главное произведение Журдана — трилогия «Милосердие» (фр. «Charité»), «Бунт» (фр. «Révolte»), «Кровь» (фр. «Sang») общим объёмом более тысячи страниц — было, по свидетельству автора, написано в 1984 году всего за 29 ночей. В 2008 году вышел автобиографический роман «Три сердца» (фр. «Trois Cœurs»).
В большинстве своих текстов, тематически и стилистически родственных экспериментальным романам Пьера Гийота, Журдан сосредоточивается на сексуальном насилии в мужских сообществах — школах, концлагерях и партизанских отрядах.
Если не считать участия в подготовке нескольких томов собрания сочинений своего приемного отца, Жюльена Грина, Журдан всегда демонстративно игнорировал литературную среду. Он не давал интервью, публиковался преимущественно в небольших эротических издательствах, а многие его книги остаются неизданными. Журдан жил в Париже в квартире, в которой Стендаль написал «Красное и чёрное».

## Переводы
На русский язык книги Э. Журдана не переводились.